# Шийла Холанд
Шийла Холанд (на английски: Sheila Holland) е изключително плодовита британска писателка на произведения в жанра съвременен романс, исторически романс и романтичен трилър. Пише и под псевдонимите Шийла Коутс (на английски: Sheila Coates), Шарлот Лам (на английски: Charlotte Lamb), Шийла Ланкастър (на английски: Sheila Lancaster), Виктория Уулф (на английски: Victoria Woolf), Лора Харди (на английски: Laura Hardy).

## Биография и творчество
Шийла Ан Мери Коутс Холанд е родена на 22 декември 1937 г. в Дагенъм (сега част от предградие „Баркинг и Дагенъм“ на Голям Лондон), Есекс, Англия. Като дете живее в провинцията поради бомбардировките на Лондон през Втората световна война. Учи в пансиона за девойки в Илфорд, Есекс.
Напуска училището на 16 г. и в периода 1954-1956 г. работи като машинописка-секретар в Централната банка на Англия в Лондон, а през обедната почивка и след работа чете книги от огромна ѝ библиотека. В периода 1956-1958 г. е младши сътрудник към Би Би Си. През 1959 г. се омъжва за Ричард Холанд, журналист и политически репортер, по-късно зам-редактор на „Таймс“ и биограф. Имат пет деца – Майкъл, Сара, Джейн, Шарлот и Дейвид Холанд.
Започва да пише в началото на 70-те години под влиянието на съпруга си. Тя е страстен читател и написва своя първи роман само за три дни, въпреки трите си деца. Първият ѝ романс „Prisoner of the Heart“ е публикуван през 1972 г. Първоначално пише под собственото си име като Шийла Холанд или Шийла Коутс. По-късно, поради това, че пише в различни жанрове на романтичната литература и с различни издатели, ползва различни псевдоними, като най-популярния и използван, с който става известна е Шарлот Лам (в някои издания в България като Шарлот Лъм).
Шийла Холанд има нечовешка производителност като писател. Като пример за това дъщеря ѝ Шарлот пише, че в края на 70-те тя е написала един роман от 50 000 думи само за една седмица. Обикновено работи от 9 до 17 часа и пише по около 2000 думи на ден. Със своите 171 романа писателката е в челната класация по брой книги от един автор. Те са издадени в много страни по света в над 200 милиона екземпляра.
Тя е истински революционер в областта на романтиката. Един от първите писатели, изследващи границите на сексуалното желание, в тенденциите на „сексуалната революция“ през 70-те години. Книгите ѝ засягат дотогавашните теми-табу, като насилие над деца и изнасилвания. Тя е една от първите създали модерна романтична героиня – независима, несъвършена, сексуално уверена, дори господстваща жена, можеща сама да постави началото на своята сексуална или романтична връзка.
През 1977 г. се преселва със семейството си да живее на остров Ман, за да ползва данъчните облекчения там. Шийла Холанд умира там на 8 октомври 2000 г. в пищния си дом „Крога“.
Дещеря ѝ Сара е писателка, сценаристка и актриса, другата ѝ дъщеря Джейн е поетеса и писателка, а дъщеря ѝ Шарлот също пише под псевдонима Виктория Лам и поддържа блог на Шийла Холанд в нейна памет.

## Произведения

### Като Шийла Холанд

#### Самостоятелни романи
- Prisoner of the Heart (1972)
- Love in a Mist (1972)
- Lantern in the Night (1973)
- Falcon on the Hill (1974)
- Growing Season (1975)
- Shadows at Dawn (1975)
- The Gold of Apollo (1976)
- Caring Kind (1976)
- Devil and Miss Hay (1977)
- Eleanor of Aquitaine (1978)
- Love's Bright Flame (1978)
- Folly by Candlelight (1978)
- Maiden Castle (1978)
- Dancing Hill (1978)
- The Masque (1979)
- The Notorious Gentleman (1980)
- Miss Charlotte's Fancy (1980)
- Secrets to Keep (1980)
- Burning Memories (1981)
- Playing With Fire (1981)
- Dream Master (1982)
- Tears and Red Roses (1982)
- Dark Fantasy (1982)
- Secrets (1983)
- Men Are Dangerous (1984)
- A Woman of Iron (1985)

### Като Шийла Коутс

#### Самостоятелни романи
- Crown Usurped (1972)
- Queen's Letter (1973)
- Flight of the Swan (1973)
- Bells of the City (1975)

### Като Шарлот Лам / Шарлот Лъм
издадена в България под двете фамилии

#### Самостоятелни романи
- Follow a Stranger (1973)
- Carnival Coast (1973)
- A Family Affair (1974)
- Star-crossed (1976)
- Sweet Sanctuary (1976)
- The Heron Quest (1977)
- Festival Summer (1977)
- Florentine Spring (1977)
- Kingfisher Morning (1977)
- Hawk in a Blue Sky (1977)
- Call Back Yesterday (1978)
- The Devil's Arms (1978)
- Master of Comus (1978)
- Desert Barbarian (1978)
- Beware of the Stranger (1978)
- Disturbing Stranger (1978)
- Autumn Conquest (1978)
- The Long Surrender (1978)
- The Cruel Flame (1978)
- Duel of Desire (1978)
- Pagan Encounter (1978)
- Forbidden Fire (1979)
- The Silken Trap (1979)
- Dark Master (1979)
- Temptation (1979)
- Twist of Fate (1979)
- Dark Dominion (1979)
- Love is a Frenzy (1979)
- Frustration (1979)
- Fever (1979)
- Sensation (1979)
- Night Music (1980)
- Obsession (1980)
- Savage Surrender (1980)
- Storm Centre (1980)
- Crescendo (1980)
- A Frozen Fire (1980)
- Man's World (1980)
- Stranger in the Night (1980)
- Compulsion (1980)
- Seduction (1980)
- Retribution (1981)
- Abduction (1981)
- Illusion (1981)
- Dangerous (1981)
- Heartbreaker (1981)
- Desire (1981)
- The Girl from Nowhere (1981)
- Midnight Lover (1982)
- A Wild Affair (1982)
- Betrayal (1983)
- A Violation (1983)
- Haunted (1983)
- The Sex War (1983)
- Darkness of the Heart (1983)
- Infatuation (1984)
- A Naked Flame (1984)
- Scandalous (1984)
- For Adults Only (1984)
- Love Games (1985)
- Man Hunt (1985)
- Who's Been Sleeping in My Bed? (1985)
- Sleeping Desire (1985)
- The Bride Said No (1985)
- Explosive Meeting (1985)
- Heat of the Night (1986)
- Love in the Dark (1986)
- Hide and Seek (1987)
- Circle of Fate (1987)
- Kiss of Fire (1987)
- Whirlwind (1987)
- Echo of Passion (1987)
- Out of Control (1987)
- You Can Love a Stranger (1988)
- No More Lonely Nights (1988)
- Desperation (1988)
- Seductive Stranger (1989)
- Съпруга с характер, Runaway Wife (1989)
- Уроците на любовта, Rites of Possession (1990)
- Dark Pursuit (1990)
- Нежно очарование, Spellbinding (1990)
- Dark Music (1990)
- The Threat of Love (1990)
- Heart on Fire (1991)
- Sleeping Partners (1991)
- Shotgun Wedding (1991)
- Forbidden Fruit (1991)
- Dreaming (1993)
- Fire in the Blood (1993)
- Falling in Love (1993)
- Wounds of Passion (1993)
- Guilty Love (1994)
- Body and Soul (1994)
- Vampire Lover (1994)
- Dying for You (1994)
- In the Still of the Night (1995)
- Walking in Darkness (1996)
- Lovestruck (1997)
- Къща над водата, Deep and Silent Waters (1998)
- The Yuletide Child (1998)
- Hot Surrender (1999)
- Предателства, Treasons of the Heart (1999)
- Dormant: Shadow of Angels (2000)
- Ангел на смъртта, Angel of Death (2000)
- Boardroom to Bedroom (2001)

#### Серия „Врагове & Любовници“ (Enemies & Lovers)
1. Possession (1979)
2. A Secret Intimacy (1983)

#### Серия „Берберски кей“ (Barbary Wharf)
1. Besieged (1992)
2. Battle for Possession (1992)
3. Too Close for Comfort (1992)
4. Playing Hard to Get (1992)
5. A Sweet Addiction (1992)
6. Surrender (1992)

#### Серия „Грехове“ (Sins)
1. Secret Obsession (1995)
2. Deadly Rivals (1995)
3. Haunted Dreams (1995)
4. Wild Hunger (1995)
5. Dark Fever (1995)
6. Angry Desire (1995)
7. Hot Blood (1996)

#### Участие в общи серии с други писатели

##### Серия „Правила и привилегии“ (Pages & Privileges)
- Dark Fate (1994)

от серията има още 24 романа от различни автори

##### Серия „Забранено!“ (Forbidden!)
- The Marriage War (1997)

от серията има още 11 романа от различни автори

##### Серия „Мъжки разговор“ (Man Talk)
- An Excellent Wife? (1998)

от серията има още 2 романа от различни автори

##### Серия „От девет до пет“ (Nine to Five)
- The Seduction Business (1999)
- The Boss's Virgin (2001)

от серията има още 50 романа от различни автори

#### Сборници
- Captive Hearts (1998) – с Лин Греъм и Робин Доналд
- Boardroom to Bedroom (2001) – с Ема Дарси и Катрин Джордж
- Bewitched by the Boss (2006) – с Алисън Фрейзър и Лий Майкълс
- Swept Away (2009) – със Сали Уентуърт и Вайълет Уинспиър

#### Комикси
- Idol Dreams (2006)
- Heart on Fire (2007)

### Като Шийла Ланкастър

#### Самостоятелни романи
- Dark Sweet Wanton (1979)
- The Tilthammer (1980)
- Mistress of Fortune (1982)

### Като Виктория Уулф

#### Самостоятелни романи
- Sweet Compulsion (1979)

### Като Лора Харди

#### Самостоятелни романи
- Burning Memories (1981)
- Dream Master (1982)
- Playing with Fire (1982)
- Tears and Red Roses (1982)
- Dark Fantasy (1982)
- Dream Maker (1984)
- Men Are Dangerous (1984)